# Eucalyptus vernicosa
Eucalyptus vernicosa är en myrtenväxtart som beskrevs av Joseph Dalton Hooker. Eucalyptus vernicosa ingår i släktet Eucalyptus och familjen myrtenväxter. Inga underarter finns listade i Catalogue of Life.

## Bildgalleri

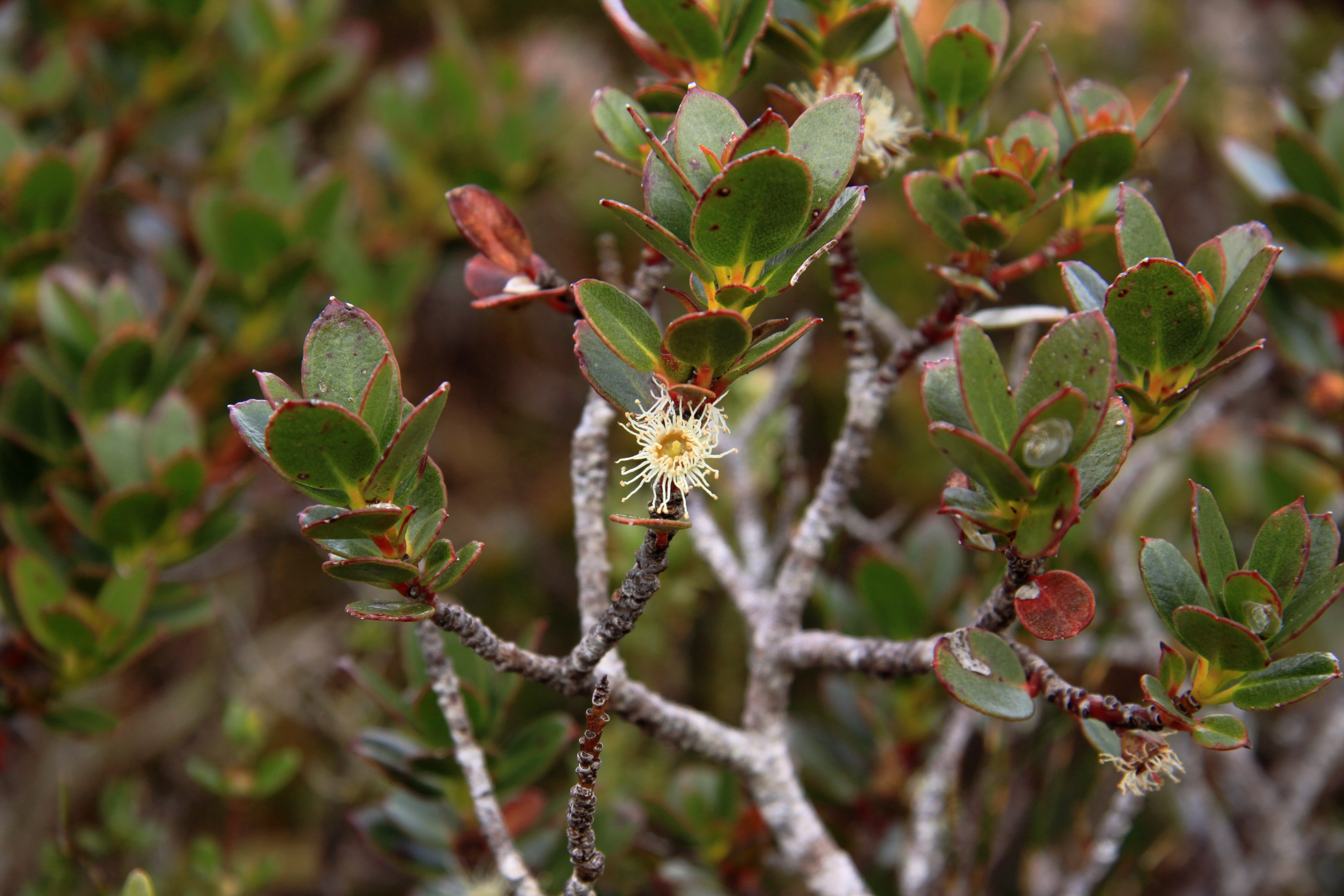